# Queer Palm

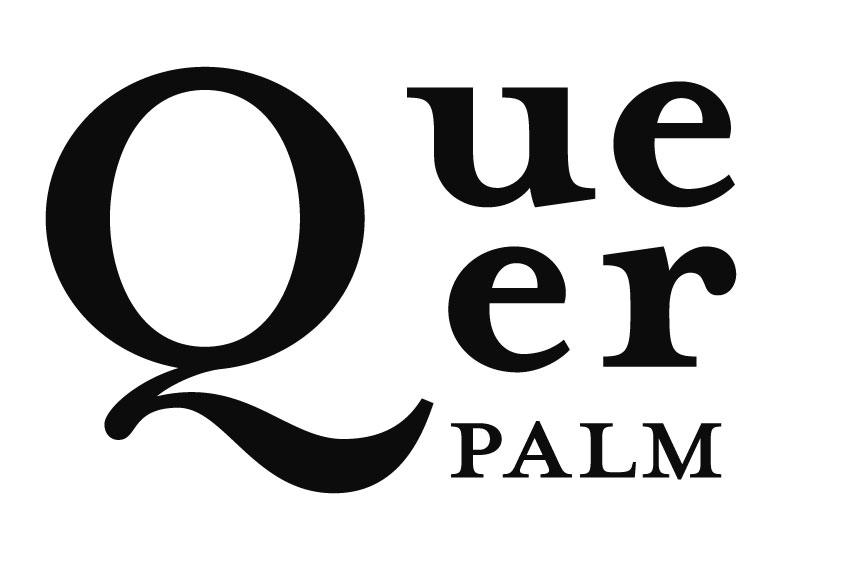
Offizielles Logo der Queer Palm

Queer Palm ist ein Filmpreis, der seit 2010 im Rahmen der Filmfestspiele Cannes verliehen wird.
Der Filmpreis wurde von dem Journalisten Franck Finance-Madureira ins Leben gerufen. Verliehen wird die Queer Palm an Filme, die sich mit der Thematik von bi-, homo-, inter- und transsexuellen Menschen beschäftigen. Seit 2016 sind die beiden schwulen Filmemacher Olivier Ducastel und Jaques Martineau Vorsitzende von Queer Palm. Ausgezeichnet werden Filme aus der Hauptauswahl des Filmfestspiele Cannes oder in der Auswahl für La Quinzaine des Réalisateurs, für Un Certain Regard,  für La Semaine Internationale de la Critique sowie der Association du cinéma indépendant pour sa diffusion (ACID) stehen.
Die Queer Palm ist mit dem Teddy Award der Berliner Filmfestspiele und dem Queer Lion der Filmfestspiele Venedig die wichtigste Auszeichnung für LGBTQ-Filme.

## Preisverleihung
Die Queer Palm wird in zwei Kategorien verliehen, Bester Spielfilm (Queer Palm) und Bester Kurzfilm (Queer Palm du court métrage).

### Bisherige Preisträger
Preisträger sind erstgenannt und fett.

#### 2010
Bester Spielfilm
- Kaboom von Gregg Araki

#### 2011
Bester Spielfilm
- Beauty von Oliver Hermanus
- Busong von Auraeus Solito
- Chatrak von Vimukthi Jayasundara
- Des jeunes gens mödernes von Jérôme de Missolz
- Das Leben gehört uns von Valérie Donzelli
- Die Haut, in der ich wohne von Pedro Almodóvar
- I’m Not a F**king Princess von Eva Ionesco
- Die Morde von Snowtown von Justin Kurzel
- Walk Away Renee von Jonathan Caouette
- O Abismo Prateado von Karim Aïnouz
- Gatos Viejos von Pedro Peirano und Sebastián Silva

#### 2012
Bester Spielfilm
- Laurence Anyways von Xavier Dolan

#### 2013
Bester Spielfilm
- Der Fremde am See von Alain Guiraudie
- Blau ist eine warme Farbe von Abdellatif Kechiche
- Liberace – Zu viel des Guten ist wundervoll von Steven Soderbergh
- Maman und ich von Guillaume Gallienne
- Begegnungen nach Mitternacht von Yann Gonzalez
- Bombay Talkies von Karan Johar

#### 2014
Bester Spielfilm
- Pride von Matthew Warchus
- Mommy von Xavier Dolan
- Saint Laurent von Bertrand Bonello
- Mädchenbande von Céline Sciamma
- Liebe auf den ersten Schlag von Thomas Cailley
- Whiplash von Damien Chazelle
- Dohee – Weglaufen kann jeder von July Jung
- Party Girl von Marie Amachoukeli, Claire Burger und Samuel Theis
- Xenia – Eine neue griechische Odyssee von Panos H. Koutras
- Faire l'Amour von Djinn Carrénard
- Dunkler als die tiefste Nacht von Sebastiano Riso
- Respire von Mélanie Laurent
- When Animals Dream von Jonas Alexander Arnvon

#### 2015
Bester Spielfilm
- Carol von Todd Haynes
- Marguerite & Julien von Valérie Donzelli
- The Lobster von Yorgos Lanthimos
- Amy von Asif Kapadia
- Love von Gaspar Noé
- Dope von Rick Famuyiwa
- Much Loved von Nabil Ayouch
- Mustang von Deniz Gamze Ergüven
- Zwei Freunde von Louis Garrel
- Ni le ciel ni la terre von Clément Cogitore
- De l'ombre il y a von Nathan Nicholovitch
- Pauline s'arrache von Emilie Brisavoine
- La Vanité von Lionel Baier

#### 2016
Bester Spielfilm
- Les vies de Thérèse von Sébastien Lifshitz
- Apnée von Jean-Christophe Meurisse
- Aquarius von Kleber Mendonça Filho
- Le cancre von Paul Vecchiali
- Die Tänzerin von Stéphanie Di Giusto
- Divines von Houda Benyamina
- Fiore von Claudio Giovannesi
- Die Taschendiebin von Park Chan-wook
- The Neon Demon von Nicolas Winding Refn
- Raw von Julia Ducournau
- Haltung bewahren! von Alain Guiraudie
- Willy 1er von Ludovic Boukherma, Zoran Boukherma, Marielle Gautier und Hugo P. Thomas

#### 2017
Bester Spielfilm
- 120 BPM von Robin Campillo
- Covon von Christian Sonderegger
- They von Anahita Ghazvinizadeh
- Marlina – Die Mörderin in vier Akten von Mouly Surya
- Meister der Träume von Sonia Kronlund
- Nos années folles von André Téchiné
- How to Talk to Girls at Parties von John Cameron Mitchell

#### 2018
Bester Spielfilm
- Girl von Lukas Dhont
- L'Amour debout von Michaël Dacheux
- Der schwarze Engel von Luis Ortega
- Carmen & Lola von Arantxa Echevarria
- Cassandro the Exotico! von Marie Losier
- Diamantino von Gabriel Abrantes und Daniel Schmidt
- Euforia von Valeria Golino
- Messer im Herz von Yann Gonzalez
- Rafiki von Wanuri Kahiu
- Sauvage von Camille Vidal-Naquet
- Sorry Angel von Christophe Honoré
- Whitney von Kevin Macdonald

#### 2019
Bester Spielfilm
- Porträt einer jungen Frau in Flammen von Céline Sciamma
- 5B von Dan Krauss
- Adam von Maryam Touzani
- Als wir tanzten von Levan Akin
- Bacurau von Kleber Mendonça Filho und Juliano Dornelles
- Bohnenstange von Kantemir Balagov
- Liberté von Albert Serra
- Indianara von Aude Chevalier-Beaumel und Marcelo Barbosa
- Lux Æterna von Gaspar Noé
- Matthias & Maxime von Xavier Dolan
- Im Schatten von Roubaix von Arnaud Desplechin
- Leid und Herrlichkeit von Pedro Almodóvar
- Port Authority von Danielle Lessovitz
- Rocketman von Dexter Fletcher
- Tlamess von Ala Eddine Slim
- Du verdienst eine Liebe von Hafsia Herzi
- Zombi Child von Bertrand Bonello

#### 2021
Bester Spielfilm
- In den besten Händen von Catherine Corsini
- Les Amours d'Anaïs von Charline Bourgeois-Tacquet
- Benedetta von Paul Verhoeven
- Bruno Reidal – Geständnis eines Mörders von Vincent Le Port
- La Colline où rugissent les lionnes von Luàna Bajrami
- Abteil Nr. 6 (Hytti Nro 6) von Juho Kuosmanen
- La Fracture von Catherine Corsini
- Ghost Song von Nicolas Peduzzi
- Große Freiheit von Sebastian Meise
- Money Boys von C. B. Yi
- Neptune Frost von Saul Williams und Anisia Uzeyman
- Les Olympiades von Jacques Audiard
- Petite Nature von Samuel Theis
- Retour à Reims (Fragments) von Jean-Gabriel Périot
- Titane von Julia Ducournau
- Alles ist gut gegangen (Tout s’est bien passé) von François Ozon
- Vénus sur la rive (Venus by Water) von Lin Wang
- Women Do Cry (Zhenite plachat) von Mina Mileva und Vesela Kazakova

#### 2022
Bester Spielfilm:
- Joyland von Saim Sadiq

- Das Blau des Kaftans von Maryam Touzani
- Burning Days von Emin Alper
- The Five Devils von Léa Mysius
- Close von Lukas Dhont
- La dérive des continents (au sud) von Lionel Baier
- Dodo von Panos H. Koutras
- Forever Young von Valeria Bruni-Tedeschi
- Irma Vep von Olivier Assayas (Fernsehserie)
- Irrlicht von João Pedro Rodrigues

- A Male von Fabián Hernández
- Moonage Daydream von Brett Morgen (Dokumentarfilm)
- Pacifiction von Albert Serra
- Riposte féministe von Marie Perennès, Simon Depardon (Dokumentarfilm)
- Rodeo von Lola Quivoron
- Tagebuch einer Pariser Affäre von Emmanuel Mouret
- Tchaikovsky’s Wife von Kirill Serebrennikow

#### 2023
Bester Spielfilm:
- Die Unschuld von Hirokazu Koreeda[18]

#### 2024
- Trei kilometri până la capătul lumii von Emanuel Pârvu[19]